# Morrow County, Oregon
Morrow County är ett administrativt område i delstaten Oregon, USA. År 2010 hade countyt 11 173 invånare. Den administrativa huvudorten (county seat) är Heppner.

## Geografi
Enligt United States Census Bureau har countyt en total area på 5 302 km². 5 261 km² av den arean är land och 41 km² är vatten.

### Angränsande countyn
- Gilliam County, Oregon - väst
- Wheeler County, Oregon - sydväst
- Grant County, Oregon - syd
- Umatilla County, Oregon - öst
- Benton County, Washington - nord
- Klickitat County, Washington - nordväst

### Orter
- Boardman
- Heppner (huvudort)
- Ione
- Irrigon
- Lexington